# 粗壮凤仙花
粗壮凤仙花（学名：Impatiens robusta）为凤仙花科凤仙花属下的一个种。

## 扩展阅读
- 維基物種上的相關：粗壮凤仙花